# Флаг сельского поселения Новопетровское
Флаг муниципального образования сельское поселение Новопетро́вское Истринского муниципального района Московской области Российской Федерации — опознавательно-правовой знак, служащий официальным символом муниципального образования.
Флаг утверждён 22 декабря 2010 года решением Совета депутатов сельского поселения Новопетровское № 60 и 29 марта 2011 года внесён в Государственный геральдический регистр Российской Федерации с присвоением регистрационного номера 6742.

## Описание
«Прямоугольное голубое двухстороннее полотнище с отношением ширины к длине 2:3, несущее вплотную к нижнему краю изображение поставленного на зелёном холме жёлтого с пурпурной подкладкой старинного шлема с ниспадающим белым намётом, а над шлемом, вплотную к верхнему краю полотнища — стилизованное изображение жёлтого солнца».

## Обоснование символики
Флаг разработан на основе герба сельского поселения Новопетровское.
Населённые пункты, вошедшие в состав современного муниципального образования, имеют богатую историю, некоторые из них имеют многовековую историю. Так центр поселения село Новопетровское известно по первым письменным упоминаниям с XV века как село Петровское. Во второй половине XV века здесь приобрёл земли князь Даниил Дмитриевич Холмский, находившийся тогда на службе у Великого князя Ивана III.
Даниил Холмский был полководцем эпохи Ивана III, он фактически возглавил поход на Новгород 1471 года, выиграл битву на реке Шелони. Даниил Дмитрович руководил успешной обороной на Оке, во время нашествия хана Ахмата в 1480 году. В воспоминание о том, что с Новопетровским связано имя выдающегося полководца князя Даниила Холмского, чьи заслуги были настолько велики, что нашли своё отражение в увековечивании фигуры князя на памятнике «Тысячелетие России», на флаге изображён княжеский шлем.
Геральдическое шлемовое покрывало (намёт) причудливо вьющееся по холму, на котором стоит шлем, также символизирует особенности природы поселения — ленты намёта аллегорически отражают многочисленные реки, чьи истоки сходятся на холмах поселения.
Выходящее сияющее солнце символизирует неразрывную историческую связь Новопетровского сельского поселения с Истринским районом: солнце — фигура флага Истринского муниципального района.
Флаг Истринского района — символ чистоты, совершенства, мира и взаимопонимания.
Жёлтый цвет (золото) — символ урожая, богатства, стабильности, уважения, интеллекта.
Зелёный цвет — символ природы, здоровья, молодости, жизненного роста.
Голубой цвет (лазурь) — символ чести, благородства, духовности, возвышенных устремлений.